# دانيال كوثبرت
دانيال كوثبرت (بالإنجليزية: Daniel Cuthbert)‏ (2 فبراير 1846 في أستراليا - 6 يوليو 1912) هو لاعب كريكت أسترالي. لعب مع فريق تسمانيا للكريكت.

## وصلات خارجية
- دانيال كوثبرت على موقع إي آس بي آن كريك إنفو (الإنجليزية)